# Autorité de régulation des postes et télécommunications
Pour les articles homonymes, voir Liste des autorités de régulation des télécommunications/TIC.

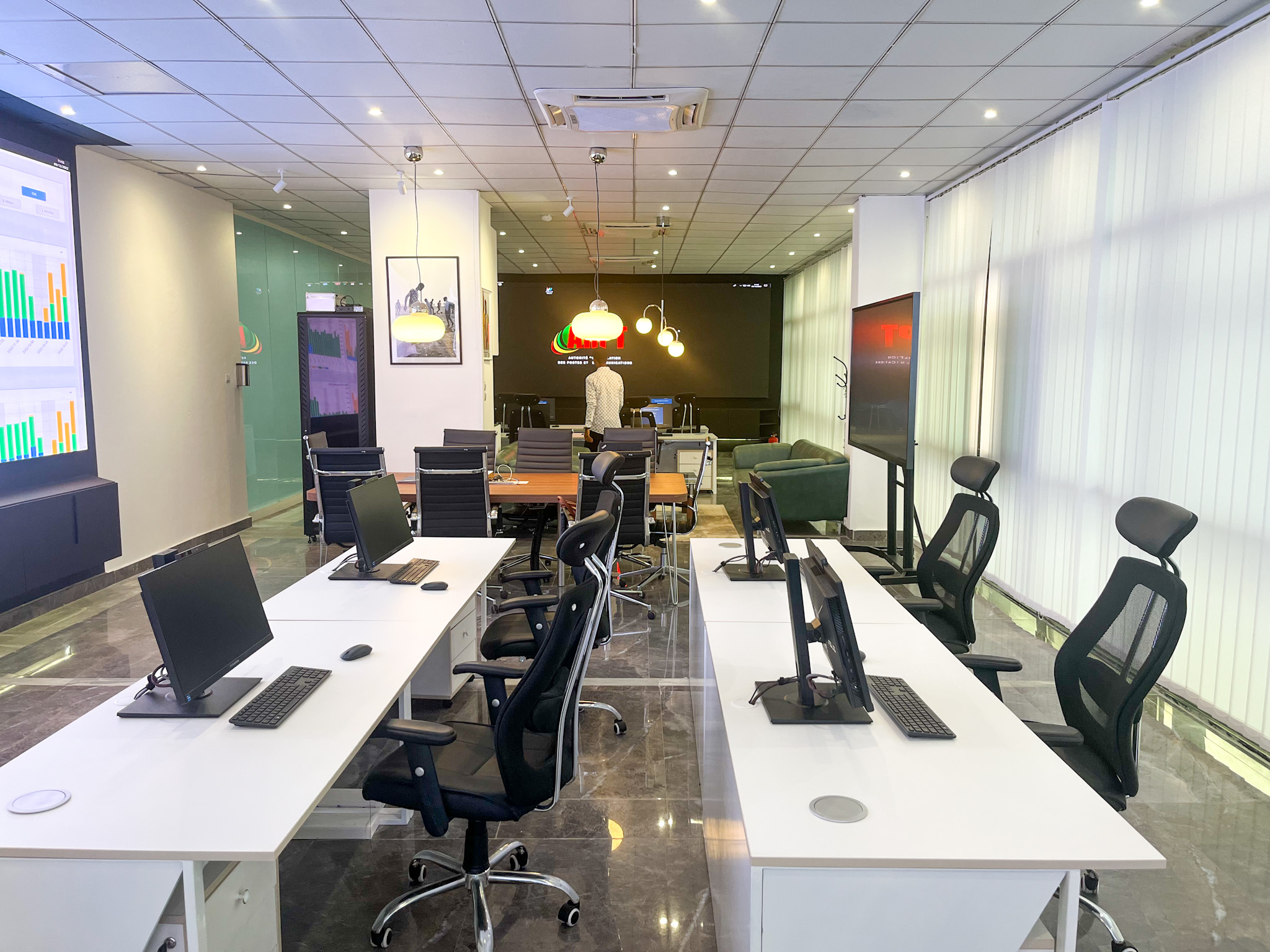
Bureau de l'ARPT

Autorité de régulation des postes et télécommunications en abrégé ARPT, créée le 8 septembre 2005, est une autorité administrative indépendante de régulation des télécommunications guinéenne.

## Histoire
L'ARPT a été créée par la loi n°2005/018/an, le 8 septembre 2005,. Cette loi a établi une organisation chargée de superviser et de réguler les secteurs des postes et des télécommunications en république de Guinée.
En 2023, la loi ordinaire l/2023/0008/cnt, promulguée le 13 mars 2023, modifie son statut pour en faire une autorité administrative indépendante. Ce changement a renforcé son autonomie et sa capacité à fonctionner de manière impartiale.

## Mission
L'ARPT exerce dans les secteurs de régulations des postes et télécommunications et elle a pour missions notamment :
- protéger les intérêts des consommateurs et des administrés ;
- favoriser la concurrence au sein des marchés ;
- faire des propositions et/ou modifications des textes législatifs et réglementaires ;
- conseiller les autorités et institutions régaliennes.

## Présidents du conseil national de régulation des postes et télécommunications
| N° | Nom                  | Début du mandat  | Fin de mandat |
| -- | -------------------- | ---------------- | ------------- |
| 6  | Djiba Diakité        | Depuis mars 2022 | En cours      |
| 5  | Ibrahima Khalil Kaba | 2019             | 2021          |
| 4  | Mamadou Ballo        | 2016             | 2019          |
| 3  | Alpha Mohamed Kalo   | 2014             | 2016          |
| 2  | Emmanuel Gnang       | 2010             | 2014          |
| 1  | Ibrahima Sory Keita  | 2009             | 2010          |

## Coopération internationale
L'Autorité de régulation des postes et télécommunications (ARPT) est membre de plusieurs organisations/institutions régionales et internationales.
| N° | Institution                                                                       | Année d'adhésion |
| -- | --------------------------------------------------------------------------------- | ---------------- |
| 1  | Union africaine des télécommunications - UAT                                      | Depuis 2008      |
| 2  | Assemblée des régulateurs des télécommunications de l’Afrique de l’Ouest - ARTAO, | Depuis 2008      |
| 3  | Réseau francophone de la régulation des télécommunications - FRATEL               | Depuis 2008      |
| 4  | Alliance Smart Africa                                                             | Depuis 2014      |
| 5  | Conseil Africain des Régulateurs - CAR                                            |                  |
| 6  | Union Internationale des Télécommunications - UIT                                 |                  |
| 7  | Union Postale Universelle - UPU                                                   |                  |

## Controverse et condamnation judiciaire
- L'autorité de régulation est condamnée au paiement à Global Voice Group (GVG) de plus de 20 millions de dollars, pour impayés et de rupture abusive d’un contrat, sentence prononcée par la cour d’arbitrage de la Chambre de commerce internationale le 19 juillet 2019[14],[15].

- Le 5 août 2024, le conseil national de la transition a critiqué la non-rétrocession des redevances de régulation collectées par l’ARPT au trésor public[16],[17],[18].